# Veľký Lapáš
Veľký Lapáš (in ungherese Nagylapás) è un comune della Slovacchia facente parte del distretto di Nitra, nella regione omonima.

## Gemellaggio
- Piliscsaba